# Hypoeschrus dallonii
Hypoeschrus dallonii är en skalbaggsart som beskrevs av Henri de Peyerimhoff 1936. Hypoeschrus dallonii ingår i släktet Hypoeschrus och familjen långhorningar.
Artens utbredningsområde är:
- Kenya.
- Mali.
- Niger.
- Senegal.

Inga underarter finns listade i Catalogue of Life.